# 山本修身
山本 修身（やまもと おさみ）は、美術セットデザイナー。フジテレビ美術局美術部からフジアールを経て、現在有限会社アトリエ033の代表者。
『FNNニュース』の関連番組、『オレたちひょうきん族』、『笑っていいとも!』、ドラマなどのフジテレビジョンの番組の美術セットのデザインを担当。

## セットデザイナー作品
（特に記述がない場合はフジテレビ）

### テレビ番組

#### テレビドラマ
連続ドラマ
- 君は海を見たか（1982年10月期）
- 早春スケッチブック（1983年1月期）
- 真夜中の匂い（1984年5月 - 8月）
- 男の家庭科（1985年1月期）
- 時にはいっしょに（1986年10月期）
- ニューヨーク恋物語（1988年10月期）
- 過ぎし日のセレナーデ（1989年10月 - 1990年3月）
- ニューヨーク恋物語II 男と女（1990年10月期）
- 君のためにできること（共同テレビ、1992年7月期）
- 逃亡者（AVEC、1992年7月期）
- 砂の上の家（彩の会、1993年8月 - 10月）
- この世の果て（1994年1月期）
- 警部補 古畑任三郎（共同テレビ、1994年4月期）
- 王様のレストラン（共同テレビ、1995年4月期）
- オンリー・ユー〜愛されて〜（読売テレビ，イースト、1996年1月期）
- コーチ（共同テレビ、1996年7月期）
- せいぎのみかた（読売テレビ，MMJ、1997年4月期）
- 総理と呼ばないで（共同テレビ、1997年4月期）
- 砂の城（東海テレビ，彩の会、1997年7月期）
- こんな恋のはなし（共同テレビ、1997年7月期）
- ラブジェネレーション（1997年10月期）
- チョコレート革命（NHK総合テレビ，NHKエンタープライズ，共同テレビ、1998年6月 - 8月）
- 世界で一番パパが好き（1998年7月期）
- 恋愛結婚の法則（1999年7月期）
- お見合い結婚（2000年1月期）
- 愛をください（共同テレビ、2000年7月期）
- もう一度キス（NHK総合テレビ，NHKエンタープライズ，共同テレビ、2000年12月）
- 愛は正義（テレビ朝日、ファインエンターテイメント　2001年1月期）
- 整形美人。（共同テレビ、2002年4月期）
- 黒革の手帖（テレビ朝日）
- 富豪刑事（テレビ朝日，東宝、）
- けものみち（テレビ朝日）
- 花ざかりの君たちへ〜イケメン♂パラダイス〜（共同テレビ、2007年7月期）
- 絶対零度〜未解決事件特命捜査〜（共同テレビ、2010年4月期）

単発、スペシャルドラマ
- 心はロンリー気持ちは「…」（1984年10月 - 2003年8月）
- タッチ（アズバーズ、1987年6月）
- 世にも奇妙な物語
  - 瞳の中（1991年1月）
  - もういちど（1991年1月）
  - 盗聴レシーバーの怪（1991年1月）
  - 呪いの紙人形（1991年4月）
  - 息子帰る（1991年4月）
  - 占いセット（1991年4月）
  - 百円の脳みそ（1991年7月）
  - タイム・スクーター（1991年7月）
  - 我が家はどこだ（1991年7月）
  - 食べ過ぎた男（共同テレビ、1992年5月）
  - 逆探知（共同テレビ、1992年5月）
  - 青い鳥（共同テレビ、1992年5月）
  - 逆転（1992年9月）
  - おやじ（1992年9月）
  - スローモーション（1992年9月）
- 実録犯罪史シリーズ 金の戦争（共同テレビ、1991年4月）
- 10年目のクリスマス・イブ（テレビ朝日，東映、1991年12月）
- 大人は判ってくれない
  - 継なぐ男（共同テレビ、1992年2月）
  - 神様の前でついた嘘（共同テレビ、1992年2月）
  - きっとひとりで歩いていける（共同テレビ、1992年2月）
  - 素晴らしき日曜日（共同テレビ、1992年2月）
  - 自動車泥棒（1992年2月）
  - 1992年のバタフライ（1992年2月）
- 誰よりも君のこと（テレビ朝日，G・カンパニー、1994年10月）
- 時よとまれ（テレビ朝日，共同テレビ、1995年8月）
- 英二ふたたび（共同テレビ、1997年2月）
- 渥美清のああ、青春日記（1997年9月）
- 猟犬探偵・竜門卓（映像京都、1999年2月）
- 意地悪ばあさんリターンズ（共同テレビ、1999年10月）
- 父さん
- 三億円事件 〜20世紀最後の謎〜（共同テレビ、2000年12月）
- 愛と青春の宝塚（共同テレビ、2002年1月）
- 結婚の条件（テレビ朝日，I・M・O、2002年2月）
- えなりかずきの少年探偵事件でござる!（共同テレビ、2002年5月）
- 実録・小野田少尉 遅すぎた帰還（共同テレビ、2005年8月）
- ずっと逢いたかった。（共同テレビ、2005年9月）
- 美ら海からの年賀状
- 交渉人（テレビ朝日）
- 氷点（テレビ朝日）
- 生きる（テレビ朝日）
- 鹿鳴館（テレビ朝日）
- ドクターX〜外科医・大門未知子〜（テレビ朝日）

#### バラエティ
- 笑ってる場合ですよ!（1980年10月 - 1982年10月）
- オレたちひょうきん族（1981年5月 - 1989年10月）
- 笑っていいとも!（1982年10月 - 1999年1月）
- タケちゃんの思わず笑ってしまいました（1983年3月 - 1986年10月）
- ライオンのいただきます（1984年10月 - 1989年9月）
- 所さんのただものではない!（1985年10月 - 1991年9月）
- 斉藤さんちのお客さま（1987年5月 - 9月）
- タモリ・たけし・さんまBIG3 世紀のゴルフマッチ（1988年1月 - 1999年1月）
- あっぱれさんま大先生（1988年11月 - 1996年3月）
- ライオンのいただきますII（1989年10月 - 1990年12月）
- ダンス!ダンス!ダンス!（1990年10月 - 1991年9月）
- 明石家サンタの史上最大のクリスマスプレゼントショー（1990年12月 - 継続中）
- ライオンのごきげんよう（FCC、1991年1月 - 2016年3月）
- さんまnoひろバァー（1995年4月 - 9月）
- やっぱりさんま大先生（1996年4月 - 2000年3月）
- たけし・さんまの有名人の集まる店（1997年4月 - 1999年4月）
- 明石家マンション物語（1999年10月 - 2001年9月）
- ジャンクSPORTS（2000年4月 - 2004年9月）
- あっぱれさんま大先生【第2期】（2000年4月 - 2003年10月）
- 明石家ウケんねん物語（2001年10月 - 2002年3月）
- あっぱれ!!さんま大教授（2004年11月 - 2007年9月）
- 幸せって何だっけ 〜カズカズの宝話〜（2004年11月 - 2008年3月）
- あっぱれ!!さんま新教授（2007年10月 - 2009年9月）

#### 報道・情報番組
- FNNスーパータイム
- FNN DATE LINE
- めざましテレビ
- たけしの万物創世紀（ABC，イースト、1995年10月 - 2001年3月）
- FNNニュース555 ザ・ヒューマン
- FNNスーパーニュース
- タモリ&安藤優子のSuperスーパーニュースSpecial

### 映画
- ラストラブ（共同テレビ、2007年6月）
- アジアンタムブルー（『アジアンタムブルー』製作委員会、2006年11月）
- 丘を越えて（ゼアリズエンタープライズ、2008年5月）
- 交渉人 THE MOVIE タイムリミット高度10,000mの頭脳戦（『交渉人 THE MOVIE タイムリミット高度10,000mの頭脳戦』製作委員会，東映、2010年2月）